# Laika Party
«Laika Party» (укр. Вечірка Лайки) — пісня норвезької співачки та авторки пісень Еммі. Пісня була випущена 20 січня 2025 року під лейблом ADA Nordic. «Laika Party» представляла Ірландію на пісенному конкурсі «Євробачення» 2025 року, де не змогла пройти до фіналу, посівши 13-те місце у другому півфіналі з 28 балами.

## Передумови й реліз
Тема композиції ґрунтується на історії Лайки — радянського собаки, що загинув 3 листопада 1957 року під час польоту космічного апарата Супутник-2. Авторський колектив складався з Еммі Крістіне Ґуттулсруд Крістіансен, Ерленда Ґуттулсруда Крістіансена, Ларісси Тормі, Трульса Маріуса Аарри та Генріка Естлунда. Продюсерами виступили Генрік Естлунд і Йонас Єнсен. У інтерв’ю The Irish Times Еммі розповіла, що вперше дізналася про історію Лайки з газетної вікторини. Співачка зазначала, що як «любителька тварин» була засмучена трагічною долею Лайки та прагнула створити для неї альтернативну, щасливу реальність, у якій вона не загинула, а проводить вічність у космосі, «влаштовуючи вечірку». На думку критиків Wiwibloggs, пісня водночас відсилає до тем самотності, безвихідних ситуацій і закликає до витривалості у складних обставинах.

### Музичне відео та промоція
Разом із виходом композиції 12 березня 2025 року було презентовано офіційний музичний кліп, знятий у Норвегії. Для просування пісні Еммі взяла участь у низці заходів до Євробачення, зокрема Melfest WKND (7 березня), Eurovision in Concert (5 квітня), London Eurovision Party (13 квітня) та Pre-Party ES (19 квітня). 7 травня вона представила спеціальне виконання «Laika Party» у Trinity College Dublin в ефірі шоу The Late Late Show.

## Пісенний конкурс «Євробачення»

### Eurosong 2025
7 лютого 2025 року національний мовник Raidió Teilifís Éireann провів спеціальний випуск шоу The Late Late Show, де відбувся відбір Eurosong 2025. Це була дев’ята редакція конкурсу. Переможця визначали шляхом поєднання голосування міжнародного журі, національного журі та глядачів. Спершу Еммі подавала «Laika Party» на норвезький відбір Melodi Grand Prix 2025, однак Національна телерадіокомпанія Норвегії (NRK) її відхилила. Згодом співачка стала учасницею Eurosong 2025, де її участь була дозволена завдяки тому, що одна зі співавторок пісні, Ларісса Тормі, є ірландкою. 23 січня 2025 року було оголошено склад фіналістів, а Еммі отримала право виступати під шостим номером. У фіналі вона посіла друге місце у міжнародному журі (10 балів), проте здобула максимальні 12 балів від національного журі та телеглядачів, що забезпечило їй загальну перемогу з 34 балами, на 8 більше за найближчу конкурентку Саманту Мумбу («My Way»).

### Євробачення 2025
Євробачення 2025 відбулося на арені Санкт-Якобсгалле у Базелі (Швейцарія) та складалося з двох півфіналів (13 і 15 травня) й фіналу (17 травня). За результатами жеребкування Ірландія потрапила до другого півфіналу, у першу його половину. Еммі виступила третьою, між представниками Чорногорії та Латвії. Постановником виступу було призначено Марвіна Дітманна. На сцені з Еммі виступали її брат Ерленд та чотири бек-танцівниці. Усі учасники були одягнені у сріблясті костюми; за повідомленням ESC Beat, сама співачка вийшла у плісированій спідниці, срібних чоботах та капюшоні-шоломі. На екранах транслювалися неонові візуалізації — маршуючі собаки, сузір’я у формі Лайки та планети. За підсумками другого півфіналу Еммі не змогла кваліфікуватися до фіналу, посівши 13-те місце з 28 балами. Найвищі бали (7) Ірландія отримала від Великої Британії. Це стало восьмим випадком непотрапляння країни до фіналу за останнє десятиліття. У коментарі для Irish Independent Еммі заявила: «Є багато емоцій... Звісно, я трохи сумую, якщо розчарувала Ірландію. Але водночас люди були такими добрими й підтримуючими». Пізніше вона опублікувала в Instagram вибачення за невдачу у півфіналі.